# Нюбель
Нюбель (нем. Nübel) — община в Германии, в земле Шлезвиг-Гольштейн. 
Входит в состав района Шлезвиг-Фленсбург. Подчиняется управлению Зюдангельн.  Население составляет 1355 человек (на 31 декабря 2010 года). Занимает площадь 18,32 км².